# Regaal (muziekinstrument)
Een regaal is een eenvoudig muziekinstrument, verwant aan het orgel. Het is plat en heeft twee blaasbalgen en een klein klavier (toetsenbord). Het geluid komt tot stand zodra een toets wordt ingedrukt doordat lucht langs metalen tongetjes wordt geblazen.
Het instrument was populair vanaf de 14e en 15e eeuw.
Een regaal bestaat uit een smalle kast waarin een kleine windlade met tongwerk is gebouwd. Daarvoor is een klavier geplaatst, en erachter blaasbalgen, die niet meer door de musicus, maar door een tweede persoon worden bediend. Om het regaal te bespelen wordt het op een tafel geplaatst.
Er is ook een inklapbare variant van het instrument, een bijbelregaal. Bij die variant kunnen zowel de toetsen als tongpijpjes in de 'boekhelften' worden ingeklapt. Wanneer de balgen zijn ingeklapt lijkt het instrument op een niet al te grote bijbel. Het regaal werd niet enkel in kerkmuziek gebruikt, maar was ook geliefd bij gebruik in theater-, tafel-, dans- en huismuziek, vooral in de 16e en 17e eeuw. Het werd veel gebruikt in de Florentijnse opera. In de 18e eeuw verloor het instrument zijn charme, omdat de scherpe boventonen in de klank niet meer voldeden aan het toen heersende klankideaal.
Op vele kerkorgels werden registers toegevoegd met de naam 'regaal', waarbij de scherpe klank van dit instrument geïmiteerd werd.
Muziekfragment, 1,91 MBⓘ